# Дмитрівка (Лукашівський старостинський округ)
Дми́трівка —  село в Україні, у Близнюківській селищній громаді Лозівського району Харківської області. Населення становить 49 осіб. До 2020 орган місцевого самоврядування — Лукашівська сільська рада.

## Географія
Село Дмитрівка знаходиться за 1 км від села Лукашівка, примикає до села Ладне.

## Історія
- 1915 - дата заснування.
- 12 червня 2020 року, відповідно до Розпорядження Кабінету Міністрів України № 725-р «Про визначення адміністративних центрів та затвердження територій територіальних громад Харківської області», увійшло до складу Близнюківської селищної громади.[1]
- 19 липня 2020 року, в результаті адміністративно-територіальної реформи та ліквідації Близнюківського району, увійшло до складу Лозівського району Харківської області.[2]

## Економіка
- В селі є молочно-товарна ферма.